# Josefina Lamberto
Pour les articles homonymes, voir Lamberto (homonymie) et Yoldi.
Josefina Lamberto Yoldi, née à Larraga en Navarre en 1929 et morte en 2022 à Pampelune, est une militante des droits humains espagnole.
Victime de la répression franquiste pendant la guerre d'Espagne avec sa famille, elle témoigne durant sa vie du sort de sa famille, notamment de sa sœur aînée Maravillas Lamberto, violée et fusillée par les phalangistes.

## Biographie
Josefina Lamberto est née à Larraga, en Navarre, en 1929. Son père, Vicente Lamberto, est un militant du syndicat UGT et sa mère Paulina Yoldi est mère au foyer. Elle est la troisième fille de la famille, après les naissances de ses sœurs Maravillas, l'aînée, puis Pilar.
Le soulèvement nationaliste contre la République espagnole éclate les 17 et 18 juillet 1936, débutant la guerre d'Espagne.  
Le 15 août 1936, son père Vicente, républicain, et sa sœur aînée Maravillas sont arrêtés par les nationalistes. 
Maravillas est violée à de nombreuses reprises par les phalangistes devant son père, avant d'être fusillée. Tous les biens de la famille sont dérobés par les franquistes. 
Sa mère, Paulina Yoldi, est dévastée, mais survit pour ses deux filles : Josefina a 7 ans, et Pilar 10 ans. Paulina Yoldi est emprisonnée, puis marginalisée dans sa ville : elle est obligée de s'installer à Pampelune.  
Plus tard, les trois femmes doivent travailler en tant que domestiques dans diverses maisons navarraises, notamment, comme l'évoquera plus tard Josefina, dans la propriété de Julio Redín Sanz, qui a participé au viol et à l'assassinat de Maravillas. 
À l'âge de 21 ans, Josefina est envoyée en tant que religieuse dans une congrégation de Karachi, au Pakistan. Elle travaille pour l'orphelinat. Il lui est interdit de communiquer avec ses collègues, ainsi qu'à l'extérieur, en raison de l'histoire de sa famille.
Elle rentre difficilement dans son pays, alors sous la dictature franquiste, lorsque sa mère est au seuil de la mort. Sans avoir pu voir sa mère agonisante, elle intègre alors un couvent à Madrid, où elle est exploitée, se disant « esclave de l'Église ».

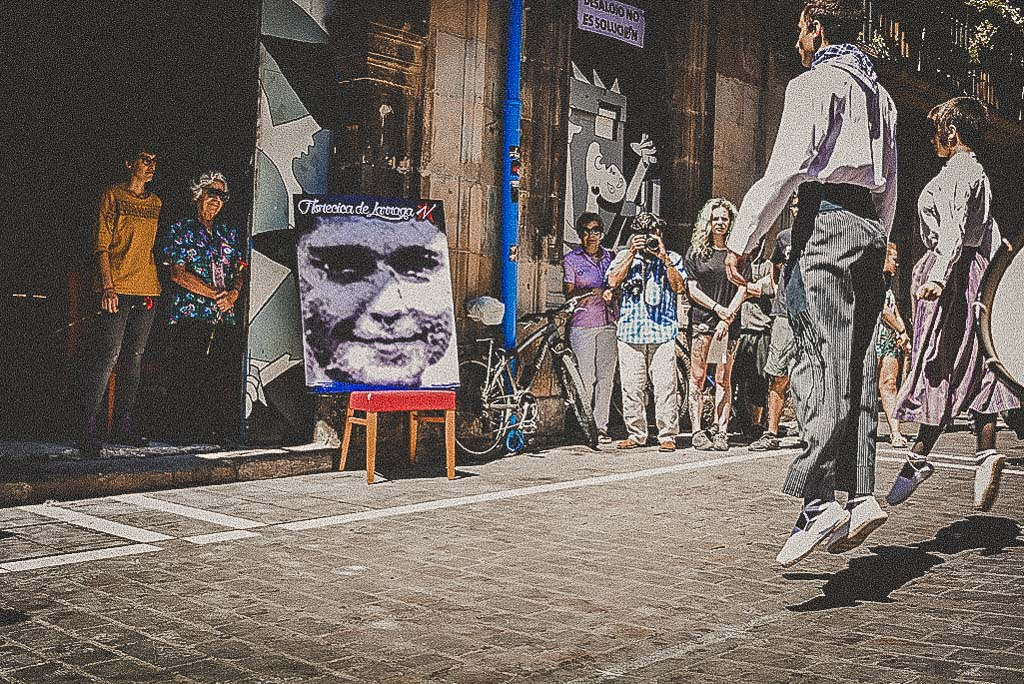
Josefina Lamberto, près du portrait de Maravillas, sa sœur martyre, lors d'une cérémonie à Pampelune en 2018.

En 1996, elle perd définitivement la foi et abandonne sa vie religieuse. Elle décide alors de témoigner sur le sort de sa famille, notamment celui de sa sœur Maravillas, afin de dénoncer la répression franquiste. 
Militante, bénévole associative et grand témoin de la mémoire historique de Navarre, elle est surnommée affectueusement Florecica.

## Postérité
- Elle décède à Pampelune en juin 2022, avec de nombreux hommages en son souvenir[11].

- Le documentaire Florecica, de Virginia Senosiain et de Juan Luis Napal[12], sorti le 17 septembre 2020, rend hommage à la résistante[13].